# Вохтомское сельское поселение
Вохтомское сельское поселе́ние или муниципальное образование «Вохтомское» — муниципальное образование  со статусом сельского поселения в Коношском муниципальном районе Архангельской области. 
Соответствует административно-территориальной единице в Коношском районе — Вохтомский сельсовет.
Административный центр — посёлок Фоминский.

## География
Вохтомское сельское поселение находится в центре Коношского муниципального района, на Коношской возвышенности. К северу от Вохтомского поселения находится Волошское сельское поселение, к югу — сельское поселение «Мирный» и Коношское городское поселение. Крупнейшие реки в поселении: Вохтомица и Коноша (притоки Волошки).

## История
Муниципальное образование было образовано в 2006 году.
По подворной переписи 1780 году Вохтомская волость Каргопольского уезда относилась к государственным владениям. С 1784 года по 1796 год волость входила в состав Олонецкого наместничества, с 1785 года по 1801 год — в состав Новгородской губернии. В 1797 году в состав Вохтомской волости входили приходы: Большешальский, Вадьинский, Вохтомский, Малошальский, Нименьгский, Ольский, Ряговский. В 1801 году Вохтомская вотчина (волость) Олонецкой губернии была переименована в Надпорожскую. В 1836 году Надпорожская волость была разделена на сотни во главе с сотским, избираемым на крестьянских сходах. В 1860 году волости Самсоновская (сельские общества Андреевское, Мелентьевское, Охтомицкое, Самсоновское) и Филимоновская (сельские общества Каршевское, Кривецкое, Мелентьевское) входили в 1 стан Каргопольского уезда. В начале XX века Мелентьевская волость (сельские общества Вадьинское, Валдиевское, Вохтомское) входила в состав 3 стана Каргопольского уезда Олонецкой губернии. К ноябрю 1920 года была упразднена Валдиевская волость, а её территория включена в Мелентьевскую. В 1924 году была образована укрупнённая Мелентьевская волость с центром в деревне Кухтыревская, объединившая старые Вадьинскую и Мелентьевскую волости. В 1929 году Вохтомский сельсовет вошёл в состав Коношского района Няндомского округа Северного края. В 1931 году Вохтомский сельсовет вошёл в состав Няндомского района. В 1945 году Вохтомский сельсовет был передан в состав Коношского района Архангельской области.

## Население
| 2010 | 2011  | 2012  | 2013  | 2014 | 2015 | 2016 | 2017 | 2018 |
| ---- | ----- | ----- | ----- | ---- | ---- | ---- | ---- | ---- |
| 1074 | ↘1069 | ↘1035 | ↘1024 | ↘984 | ↘960 | ↘916 | ↘889 | ↘880 |
| 2019 | 2020  | 2021  | 2023  |      |      |      |      |      |
| ↘832 | ↘813  | ↘651  | ↘599  |      |      |      |      |      |

## Состав сельского поселения
В состав Вохтомского сельского поселения входят:
- Балуевская
- Грехнев Пал
- Ивакинская
- Кузнецовская
- Куфтыревская
- Мелентьев Пал
- Мелентьевский
- Нечаевская
- Овражное
- Осташевская
- Турово
- Фоминская
- Фоминский
- Шестовская

### Карты
- Вохтомское поселение на карте Wikimapia
- Топографическая карта P-37-105,106. Подюга